# Elasto Mania
Pour les articles homonymes, voir Mania.
 (juin 2024).
Si vous disposez d'ouvrages ou d'articles de référence ou si vous connaissez des sites web de qualité traitant du thème abordé ici, merci de compléter l'article en donnant les références utiles à sa vérifiabilité et en les liant à la section « Notes et références ».
 (juin 2024).
Elasto Mania (ou Elma du nom du fichier exécutable du logiciel) est un jeu de simulation de motocycle en 2D sorti en 2000. Il fait suite à Action SuperCross. Devenu culte, le jeu a donné lieu à Elasto Mania II, sortie en 2017.

## Concept
Le joueur évolue dans un décor en deux dimensions aux couleurs franches rythmé par des obstacles et des nivellements de terrain. L'objectif de chaque niveau est de toucher l'icône fleur et de ramasser toutes les pommes disposées sur le parcours sans toucher les roues noires piquantes, auquel cas le niveau est perdu. Certaines pommes changent le sens de la gravité, ce qui complexifie le parcours.
Le jeu exploite un moteur physique. Le joueur doit composer avec le comportement excentrique d'un motocycle dont les amortisseurs peuvent s'étirer jusqu'à trois fois la taille de la moto et dont le freinage bloque les roues instantanément.

## Particularités
De nombreuses techniques doivent être acquises, liées au comportement de la moto : le bounce, le alo volt, le brutal volt, etc.
La moto réagit différemment en fonction de l'ordinateur qui exécute le jeu : le paramétrage de la carte graphique (Intervalle de rafraîchissement vertical-VSYNC branché ou éteint, nombre d'images par seconde) influe sur la difficulté de mise en œuvre des techniques.
Un type de niveau très spécifique, les pipes, complète le jeu. Un pipe (tube en français) est un couloir trop étroit pour permettre à la moto de circuler normalement. Le joueur doit donc forcer une compression permanente des amortisseurs en rapprochant les roues l'une de l'autre afin de le traverser.

## Succès et communauté
Le jeu a rapidement fédéré une communauté importante, attirée par les possibilités de son gameplay. Son esthétique visuelle colorée et son design sonore minimaliste ont également contribué à son succès.
Ses fans créent et s'échangent des niveaux, des replays et battent des records pour entretenir leurs classements.
Le nombre de sites communautaires et d'archives de niveaux (plusieurs dizaines de milliers de niveaux) disponibles sur les réseaux pair à pair alimentent la vivacité du phénomène élastomaniaque.
La communauté est également stimulée par la création d'un langage propre au jeu vidéo, basé majoritairement sur des langues européennes. Un joueur est ainsi appelé un kuski (finlandais) et peut effectuer un hoÿlä qui signifie : s'acharner des heures afin d'acquérir une technique ou encore battre un record.
Le jeu est suivi en 2007 par Elasto Mania II, jouable depuis de multiples plateformes[source secondaire souhaitée].

## Contenu et licence
Elastomania s'obtient en téléchargeant la version partagiciel sur le site officiel. Cette version permet de jouer aux 18 premiers niveaux. La version complète (qui coûte 9,95 $) contient 36 niveaux supplémentaires et un éditeur de niveaux complet.

## Extension
belma (pour Battle-Elma), une extension gratuite, développée par le joueur surnommé milagros, a vu le jour en 2007, en réponse aux attentes de la communauté.
L'extension permet de se connecter à un serveur qui gère une pile de niveaux pour affronter d'autres joueurs en ligne. Une fois un battle lancé, il est possible de télécharger le niveau pour participer. Pendant le battle, le classement est consultable en temps réel et il est possible, en option, de voir les autres joueurs à l'écran.
Chaque battle est associée à :
- un type (normal, une seule vie, le premier qui finit gagne, celui qui va le plus lentement gagne, celui qui survit le plus longtemps gagne) ;
- une durée ;
- un choix d'interdictions cumulables (pas de freins, impossible de tourner, pas d'accélération, accélération permanente, pas d'alo volt) ;
- autorisation ou non de voir les autres joueurs pendant le battle.

Le serveur est doté de quelques fonctionnalités supplémentaires : chat, liste des joueurs connectés, niveau, liste des derniers temps réalisés tous niveaux confondus.